# سعيد أباد (خوي)
سعيد أباد هي قرية في مقاطعة خوي، إيران. عدد سكان هذه القرية هو 2,876 في سنة 2006.